# 匿舍朗
匿舍朗，9世纪中期奚族部落联盟首领。
唐文宗大和九年（835年）匿舍朗作为奚族大首领，至长安赴唐廷入觐，与唐交好。唐宣宗大中元年（847年），北部诸山奚反唐，卢龙节度使张仲武擒获其酋长，烧帐落二十万，取其刺史以下面耳三百，羊牛七万，辎贮五百乘，献京师。